# أرومانية
الأَرُومَانِيَة (الاسم العلمي: Blastocladiomycetes) هي طائفة من الفطريات تتبع الشعبة الأرومينية من الفطريات الأرومية.

## التصنيف
- الطائفة الأرومانية
  - رتبة الأروميات
    - الفصيلة الأرومية
      - جنس الأروماء

  - رتبة المتسوطيات
    - فصيلة المتسوطات
      - جنس المتسوطة
        - المتسوطة الصقلوبية
        - المتسوطة الجبهية